# 亚伯拉罕的主歌
《亚伯拉罕的主歌》是一首基督教赞美诗。该诗的词作者为Thomas Olivers。Olivers写过不少诗歌，如今只有本诗今日仍在使用。作者在伦敦Oldgate的Duke's Place会堂听犹太拉比的讲道，听到犹太人Meyer Lyon所唱希伯来调《三一颂》后，用该曲调作该诗的曲。